# Ancylotrypa fossor
Ancylotrypa fossor là một loài nhện trong họ Cyrtaucheniidae. Loài này phân bố ờ het midden van Afrika.